# Кохари (рід)
Кохари (Koháry) - давній угорсько-слов'янський шляхетський рід, що походить з місцевості Чабрагу та Ситні у Словаччині.  Резиденцією роду був палац Сентанталь (нині Святий Антон, Словаччина).
Представниками роду були могутні та впливові магнати та князі Австро-Угорщини.

## Історія
Родина походить з повіту Зала, що на угорсько-словенському кордоні. 
У 1470 р. при дворі короля Угорщини і Хорватії, титулярного короля Богемії, Галичини і Володимерії Матіаса I Корвіна згадується Юрій (Георг) Кохари.
Першим історично відомим членом родини був Петро Кохари (1564–1629), якому імператор Священної Римської імперії Фердинанд II Габсбург надав титул барона Чабрага та признавич командувачем фортеці Нове Замки. Його син Степан I Кохари (1616–1664) воював проти турків і загинув у битві під Левенцем.
У 1685 році Степан II Кохари (1649–1731) отримав графський титул. Після його смерті графський титул перейшов до його племінника Андреаса Кохари (1694–1757). Усі представники роду Кохари були офіцерами та генералами імперії Габсбургів.
15 листопада 1815 р. Голова будинку Ференц Йосип Кохари (1760–1826), що був Канцлером Угорщини, отримав від імператора Франца II титул князя фон Кохари (Fürst von Koháry).
Після смерті Ференца Йожефа його єдина виживша дитина, донька Марія Антонія (1797–1862), була проголошена «спадкоємицею імені». Коли вона вийшла заміж 2 січня 1816 р., її чоловік князь Фердинанд Сакс-Кобурзький і Ґотський прийняв титул Саксен-Кобурґ-Ґота-Кохари.
Кохари належали до найбагатших магнатів Австро-Угорщини. Вони володіли близько 150 000 гектар землі, що робило княгиню Марію Антонію Кохари де Чабраг однією з найбагатших спадкоємиць Європи на момент її одруження з принцом Фердинандом Сакс-Кобурзьким і Ґотським.
Серед нащадків Марії Антонії та Фердинанда - останній імператор Австрії (Карл I), останні чотири королі Португалії (Педро V, Луїс I, Карлос I, Мануель II) та останні три королі Болгарії (Фердинанд I, Борис III, Симеон II).

## Галерея

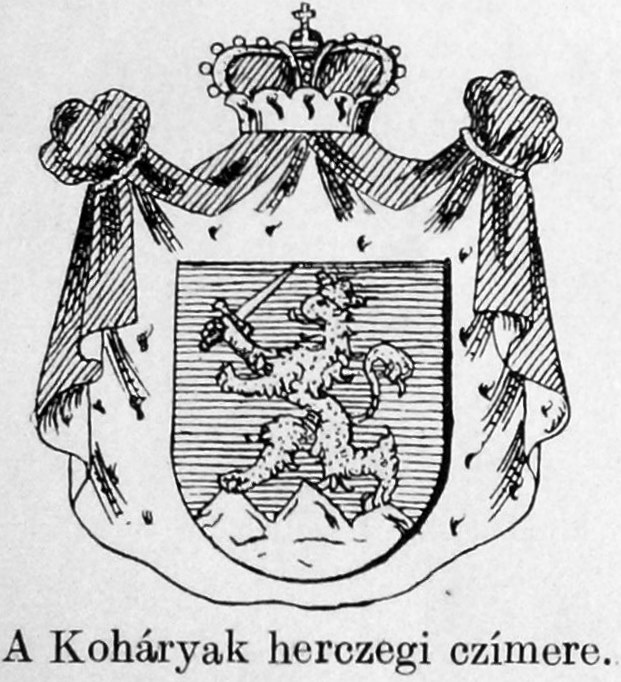
Князівський герб Кохари
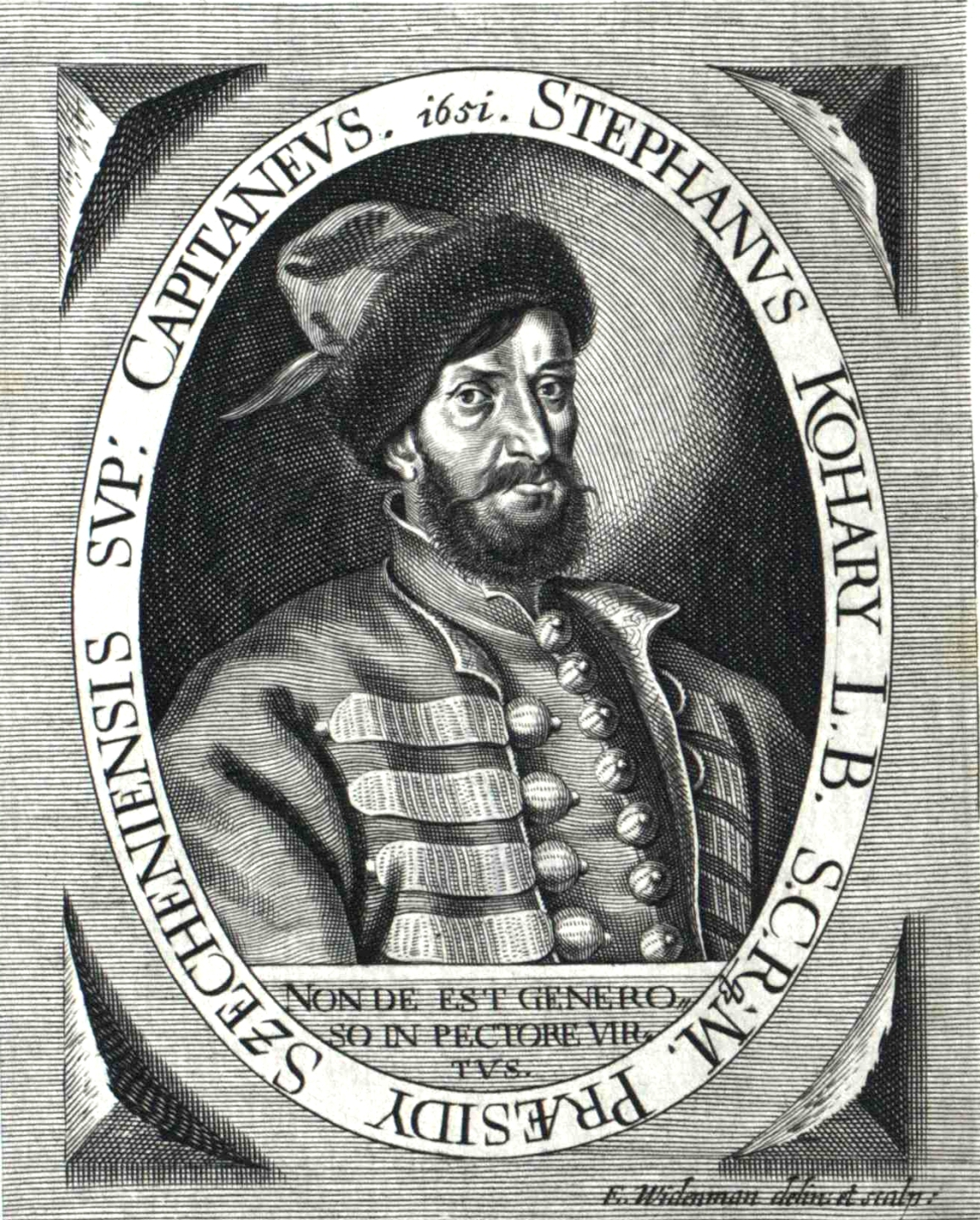
Степан Кохари (1616–1664)
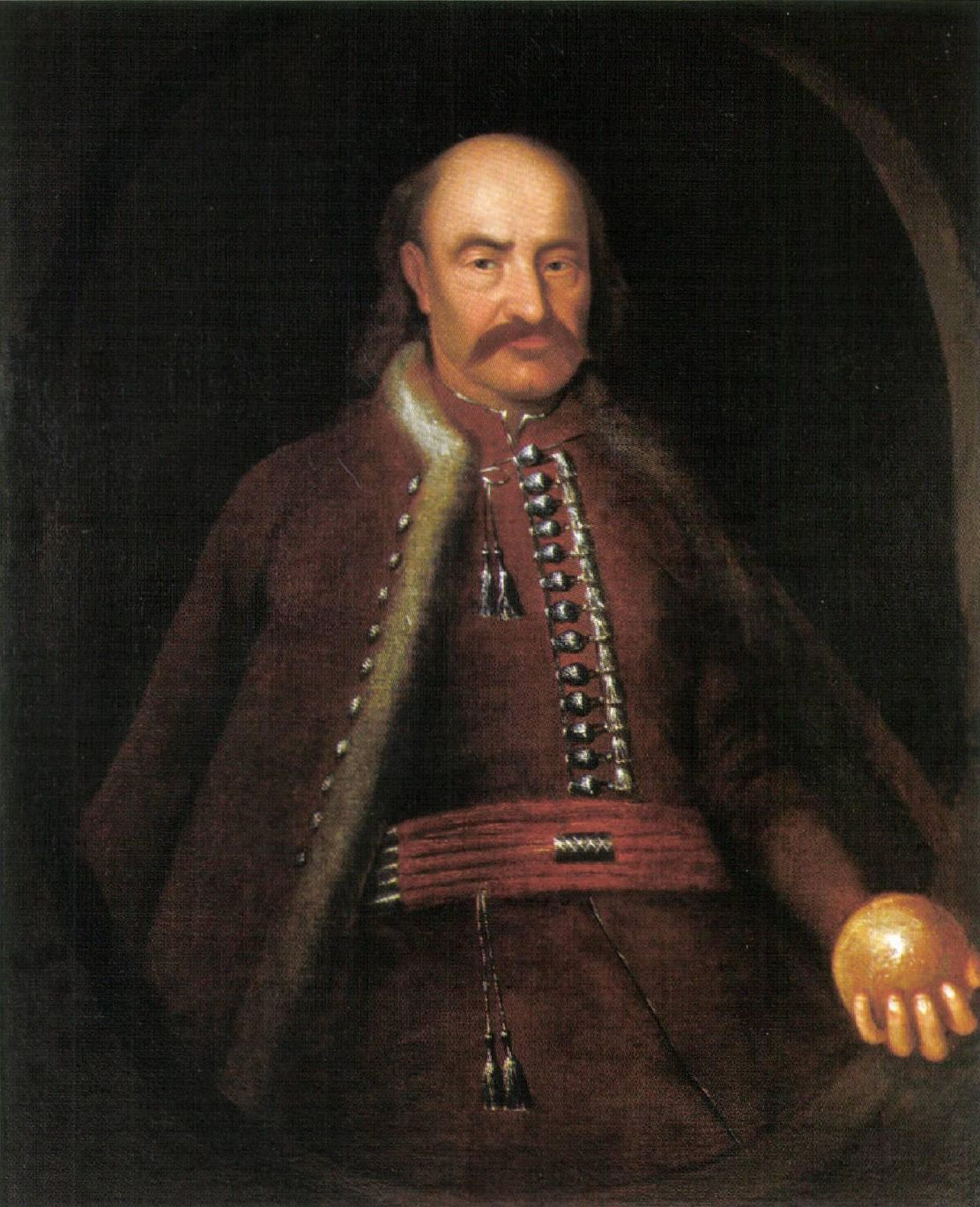
Степан II Кохари (1649–1731)
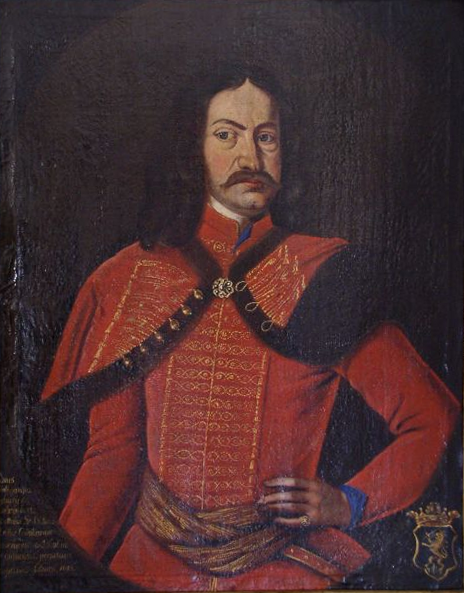
Вольфганг Кохари (1654–1704)
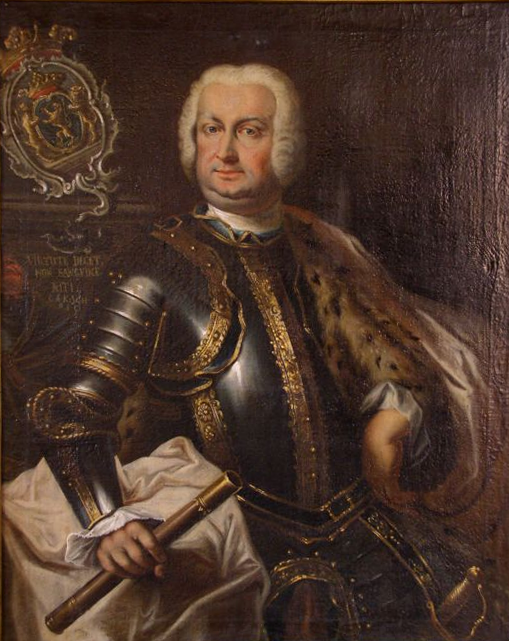
Андрій Кохари (1694–1757)
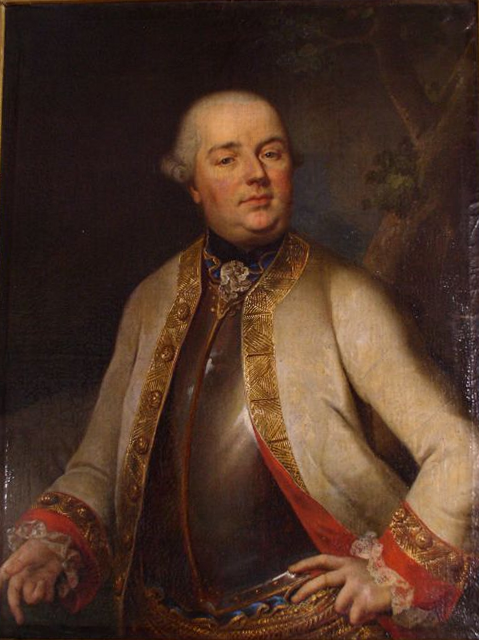
Микола Кохари (1721–1769)
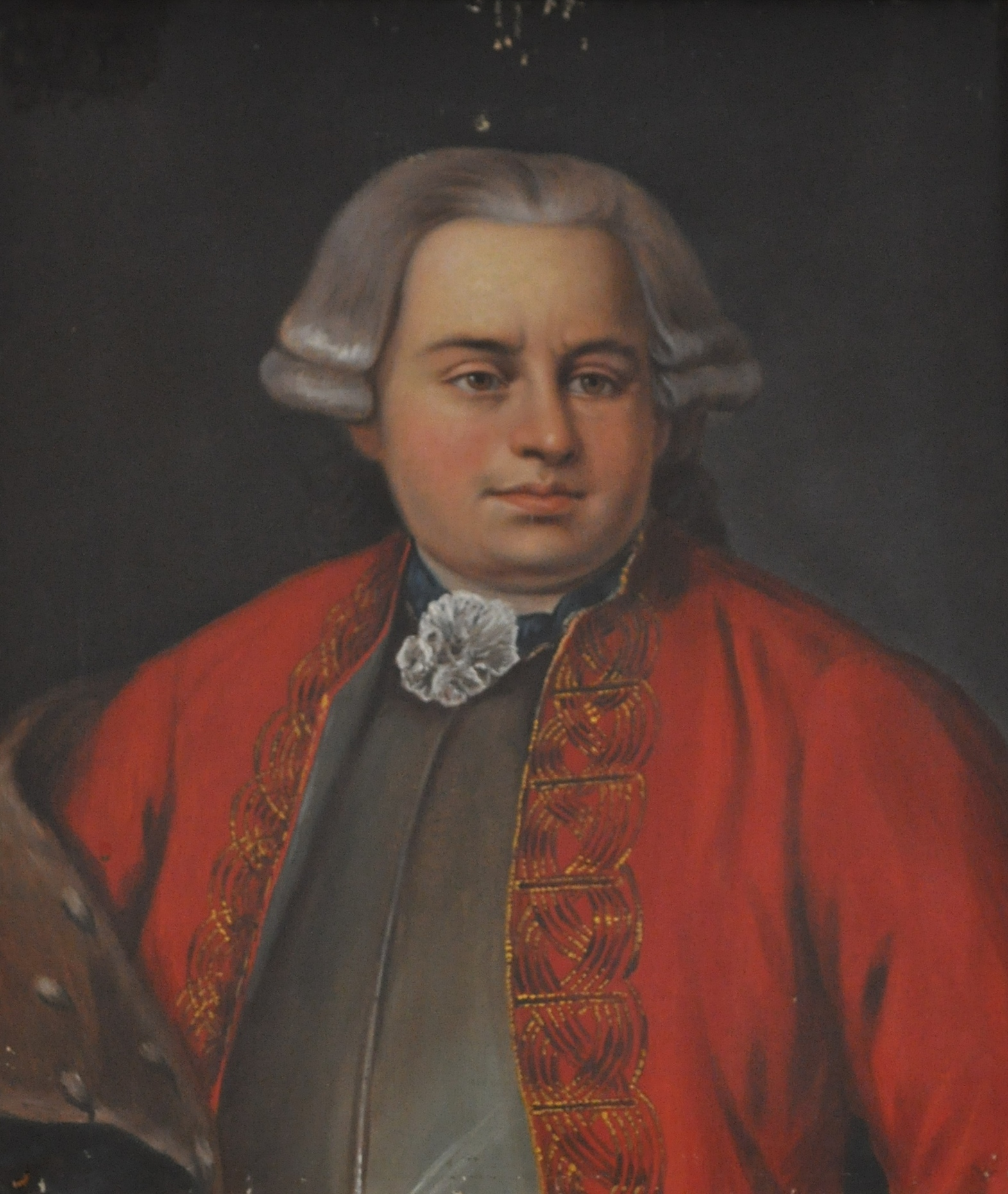
Ігнат Йосип Кохари (1726–1777)
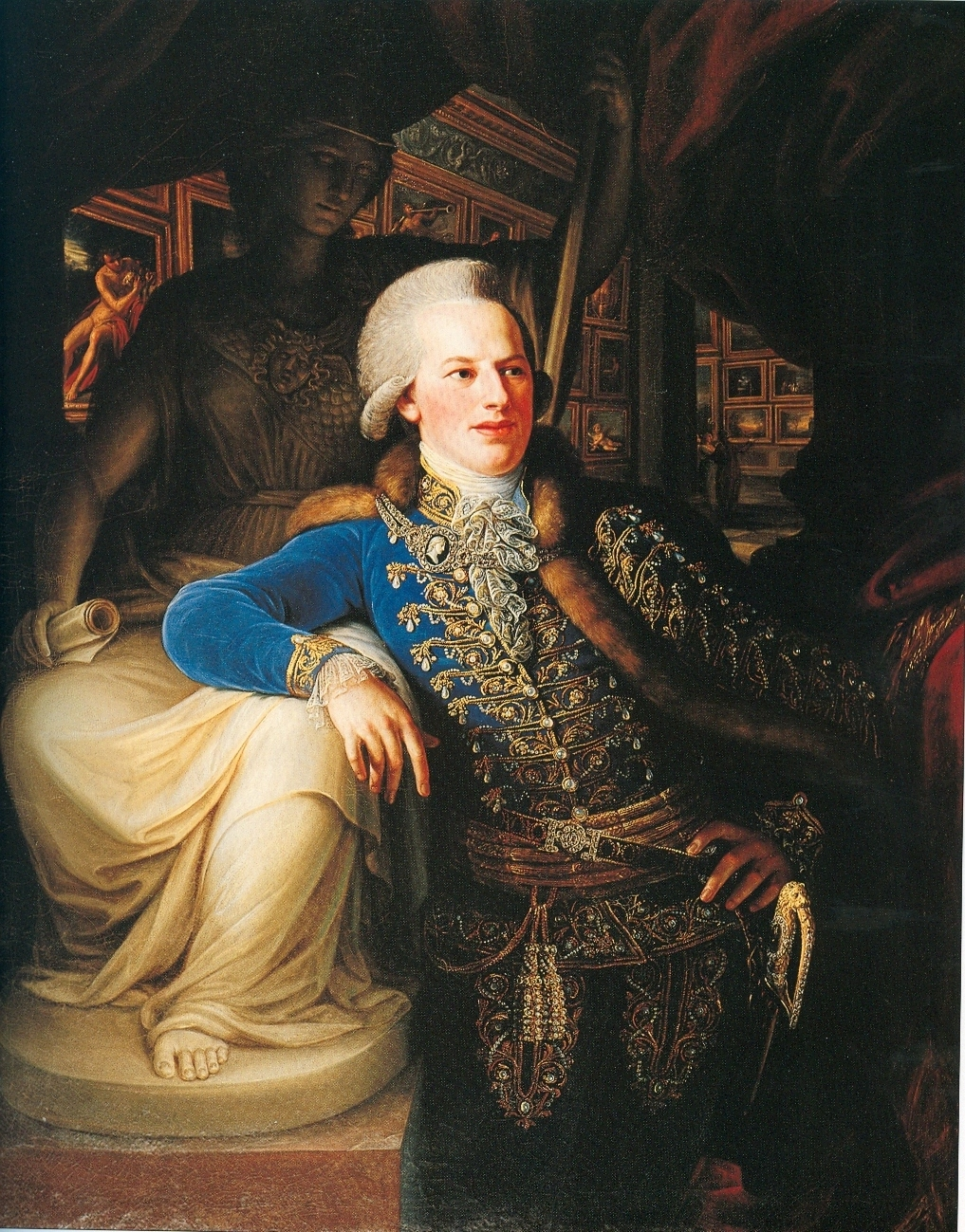
Ференц Йосип Кохари (1767–1826)
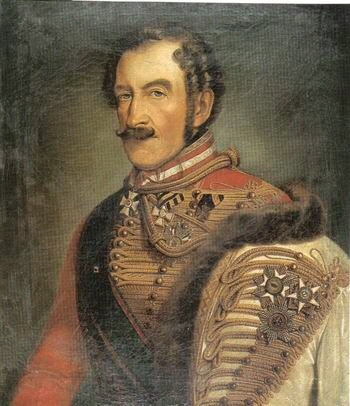
Фердинанд Саксен-Кобурґ-Ґота (1785–1851)